# Lafayette, Quận Walworth, Wisconsin
Lafayette là một thị trấn thuộc quận Walworth, tiểu bang Wisconsin, Hoa Kỳ. Năm 2010, dân số của thị trấn này là 1.898 người.